# Richter család
A Richter család egyike a legrégebbi magyar cirkuszos családoknak.

## Története
A berlini Brandenburgi kapunál felállított Richter cirkuszról 1821-ből származik az első feljegyzés. A híres Renz cirkusz igazgatójának leánya, Karola és a Richter család tagja, Richter József 1972-ben házasságot kötött. Cirkuszi generációs hagyományt teremtve, elismert szakmai tekintélyt és világsikereket vívtak ki az öt világrészt felölelő vendégszerepléseik során. A cirkuszfamília elefánt- és lovasakrobata produkciókat hozott létre, amik később világszámok lettek és megalapozták a vándorcirkusz hírnevét.
A Richter József és Karola házasságából két fiú, Flórián és József született, akik folyamatos hazai és külföldi szerepléseikkel viszik tovább a tradíciót a cirkusz világában. Flórián 1998-ban feleségül vette Edith Folcót, aki maga is artistacsalád sarja. Két gyermekük született, Kevin és Angelina. 2009-ben megalapította saját lovas műsorát, a Horse Evolution Showt, mellyel 2012-ben és 2013-ban országjáró turnéra indult.

## Családfa
|                       |                       |                       |                       |                       |                       |  |  |                          |                          |                          |                          |                          |                          |  |  | Richter József (1921–1979) | Richter József (1921–1979) | Richter József (1921–1979) | Richter József (1921–1979) | Richter József (1921–1979) | Richter József (1921–1979) |  |  | Richter Stella (1932–) | Richter Stella (1932–) | Richter Stella (1932–) | Richter Stella (1932–) | Richter Stella (1932–) | Richter Stella (1932–) |  |  |                 |                 |                 |                 |                 |                 |  |  |
|                       |                       |                       |                       |                       |                       |  |  |                          |                          |                          |                          |                          |                          |  |  | Richter József (1921–1979) | Richter József (1921–1979) | Richter József (1921–1979) | Richter József (1921–1979) | Richter József (1921–1979) | Richter József (1921–1979) |  |  | Richter Stella (1932–) | Richter Stella (1932–) | Richter Stella (1932–) | Richter Stella (1932–) | Richter Stella (1932–) | Richter Stella (1932–) |  |  |                 |                 |                 |                 |                 |                 |  |  |
|                       |                       |                       |                       |                       |                       |  |  |                          |                          |                          |                          |                          |                          |  |  |                            |                            |                            |                            |                            |                            |  |  |                        |                        |                        |                        |                        |                        |  |  |                 |                 |                 |                 |                 |                 |  |  |
|                       |                       |                       |                       |                       |                       |  |  |                          |                          |                          |                          |                          |                          |  |  |                            |                            |                            |                            |                            |                            |  |  |                        |                        |                        |                        |                        |                        |  |  |                 |                 |                 |                 |                 |                 |  |  |
|                       |                       |                       |                       |                       |                       |  |  | Renz Karola (?–)         | Renz Karola (?–)         | Renz Karola (?–)         | Renz Karola (?–)         | Renz Karola (?–)         | Renz Karola (?–)         |  |  | Richter József (1951–)     | Richter József (1951–)     | Richter József (1951–)     | Richter József (1951–)     | Richter József (1951–)     | Richter József (1951–)     |  |  | Richter Elizabeth (?–) | Richter Elizabeth (?–) | Richter Elizabeth (?–) | Richter Elizabeth (?–) | Richter Elizabeth (?–) | Richter Elizabeth (?–) |  |  | Tabák Béla (?–) | Tabák Béla (?–) | Tabák Béla (?–) | Tabák Béla (?–) | Tabák Béla (?–) | Tabák Béla (?–) |  |  |
|                       |                       |                       |                       |                       |                       |  |  | Renz Karola (?–)         | Renz Karola (?–)         | Renz Karola (?–)         | Renz Karola (?–)         | Renz Karola (?–)         | Renz Karola (?–)         |  |  | Richter József (1951–)     | Richter József (1951–)     | Richter József (1951–)     | Richter József (1951–)     | Richter József (1951–)     | Richter József (1951–)     |  |  | Richter Elizabeth (?–) | Richter Elizabeth (?–) | Richter Elizabeth (?–) | Richter Elizabeth (?–) | Richter Elizabeth (?–) | Richter Elizabeth (?–) |  |  | Tabák Béla (?–) | Tabák Béla (?–) | Tabák Béla (?–) | Tabák Béla (?–) | Tabák Béla (?–) | Tabák Béla (?–) |  |  |
|                       |                       |                       |                       |                       |                       |  |  |                          |                          |                          |                          |                          |                          |  |  |                            |                            |                            |                            |                            |                            |  |  |                        |                        |                        |                        |                        |                        |  |  |                 |                 |                 |                 |                 |                 |  |  |
|                       |                       |                       |                       |                       |                       |  |  |                          |                          |                          |                          |                          |                          |  |  |                            |                            |                            |                            |                            |                            |  |  |                        |                        |                        |                        |                        |                        |  |  |                 |                 |                 |                 |                 |                 |  |  |
| Richter Edith (1976–) | Richter Edith (1976–) | Richter Edith (1976–) | Richter Edith (1976–) | Richter Edith (1976–) | Richter Edith (1976–) |  |  | Richter Flórián (1977–)  | Richter Flórián (1977–)  | Richter Flórián (1977–)  | Richter Flórián (1977–)  | Richter Flórián (1977–)  | Richter Flórián (1977–)  |  |  | Richter József (1992–)     | Richter József (1992–)     | Richter József (1992–)     | Richter József (1992–)     | Richter József (1992–)     | Richter József (1992–)     |  |  |                        |                        |                        |                        |                        |                        |  |  |                 |                 |                 |                 |                 |                 |  |  |
| Richter Edith (1976–) | Richter Edith (1976–) | Richter Edith (1976–) | Richter Edith (1976–) | Richter Edith (1976–) | Richter Edith (1976–) |  |  | Richter Flórián (1977–)  | Richter Flórián (1977–)  | Richter Flórián (1977–)  | Richter Flórián (1977–)  | Richter Flórián (1977–)  | Richter Flórián (1977–)  |  |  | Richter József (1992–)     | Richter József (1992–)     | Richter József (1992–)     | Richter József (1992–)     | Richter József (1992–)     | Richter József (1992–)     |  |  |                        |                        |                        |                        |                        |                        |  |  |                 |                 |                 |                 |                 |                 |  |  |
|                       |                       |                       |                       |                       |                       |  |  |                          |                          |                          |                          |                          |                          |  |  |                            |                            |                            |                            |                            |                            |  |  |                        |                        |                        |                        |                        |                        |  |  |                 |                 |                 |                 |                 |                 |  |  |
|                       |                       |                       |                       |                       |                       |  |  |                          |                          |                          |                          |                          |                          |  |  |                            |                            |                            |                            |                            |                            |  |  |                        |                        |                        |                        |                        |                        |  |  |                 |                 |                 |                 |                 |                 |  |  |
| Richter Kevin (2001–) | Richter Kevin (2001–) | Richter Kevin (2001–) | Richter Kevin (2001–) | Richter Kevin (2001–) | Richter Kevin (2001–) |  |  | Richter Angelina (2005–) | Richter Angelina (2005–) | Richter Angelina (2005–) | Richter Angelina (2005–) | Richter Angelina (2005–) | Richter Angelina (2005–) |  |  |                            |                            |                            |                            |                            |                            |  |  |                        |                        |                        |                        |                        |                        |  |  |                 |                 |                 |                 |                 |                 |  |  |

## A család elismerései
Az 1974-ben megrendezett első Monte-carlói Nemzetközi Cirkuszfesztiválon a Magyar Nemzeti Cirkusz alapítója, Richter József és felesége, Karola produkcióját Ezüst Bohóc-díjjal jutalmazták. Richter József 1982-ben a Jászai Mari-díjat is megkapta, majd 2014-ben Magyarország Érdemes Művésze díjjal tüntették ki.
Szülei sikerei után 30 évvel később Richter Flórián és felesége, Edith egy kétszemélyes lovas akrobata produkcióval 2004-ben, a 28. Monte-Carlói Nemzetközi Cirkuszfesztiválon újabb Ezüst Bohóc-díjjal, valamint három különdíjjal járult hozzá a család és a magyar cirkuszművészet sikereihez.
2008-ban Richter Flórián és tíztagú zsokécsoportja a cirkuszművészet történetének első magyar Arany Bohóc-díját nyerte el a 32. Monte-Carlói Nemzetközi Cirkuszfesztiválon. Az artistáknak az Arany Bohóc-díj olyan, mint a színészeknek az Oscar-díj. Richter Flóriánék díja két okból is különleges: lovas akrobata számban még soha nem született arany, másrészt egyetlen fellépő sem kapott még ilyen rövid időn belül ezüst és arany minősítést egyaránt.
2014-ben, a Fővárosi Nagycirkuszban megrendezett 10. Budapesti Nemzetközi Cirkuszfesztiválon Ifj. Richter József és zsokécsoportja nyerte el a verseny fődíját, az Arany Pierrot-díjat. A Budapesti Nemzetközi Cirkuszfesztivál 1996 óta íródó történetében még soha nem volt arra példa, hogy magyar artista vehesse át az Arany-díjat: Ifj. Richter József és lovas akrobata csoportja januári győzelmével beírta magát a cirkusztörténelembe. A csoport sikerét az magyarázza, hogy olyan rendkívüli trükköket is bemutattak a lóháton, amelyeket senki más nem tud a világon.

## A család fellépései, vendégszereplései
| Év        | Fellépés | Ország                         |
| --------- | --- | ------------------------------ |
| 1965      | Külföldi vendégszereplés                                                                                      | Jugoszlávia                    |
| 1966      | Külföldi vendégszereplés                                                                                      | Bulgária                       |
| 1967      | Külföldi vendégszereplés                                                                                      | Jugoszlávia                    |
| 1968      | Budapest Cirkusz                                                                                              | Német Demokratikus Köztársaság |
| 1969      | Külföldi vendégszereplés                                                                                      | Szovjetunió                    |
| 1970      | Külföldi vendégszereplés (Külön fellépés a Sah család nyári palotájában)                                      | Irán                           |
| 1971      | Althoff Cirkusz                                                                                               | Nyugat-Németország             |
| 1971      | Krone Cirkusz (Téli fellépés)                                                                                 | Nyugat-Németország             |
| 1972      | Price Cirkusz                                                                                                 | Spanyolország                  |
| 1972      | Colosseo Cirkusz (Téli fellépés)                                                                              | Portugália                     |
| 1973      | Apollo Cirkusz                                                                                                | Jugoszlávia                    |
| 1973      | Kevin Hall (Téli fellépés)                                                                                    | Skócia                         |
| 1974–1975 | 1. Monte-carlói Nemzetközi Cirkuszfesztivál Ezüst Bohóc-díj (Richter József és Richter Carola)                | Monaco, Monte-Carlo            |
| 1974–1975 | Bouglione Cirkusz                                                                                             | Franciaország                  |
| 1974–1975 | Külföldi vendégszereplés                                                                                      | Benelux államok                |
| 1974–1975 | Krone Cirkusz (Téli fellépés)                                                                                 | Nyugat-Németország             |
| 1976      | Beneweis Cirkusz                                                                                              | Dánia                          |
| 1976      | Bellevue Cirkusz (Téli fellépés)                                                                              | Anglia                         |
| 1977–1978 | Sarrasani Cirkusz                                                                                             | Nyugat-Németország             |
| 1977–1978 | Fővárosi Nagycirkusz (Téli fellépés)                                                                          | Magyarország, Budapest         |
| 1977–1978 | Scott Cirkusz                                                                                                 | Svédország                     |
| 1977–1978 | Arnado Cirkusz (Téli fellépés)                                                                                | Norvégia                       |
| 1979–1980 | Ringling Cirkusz (amerikai turné)                                                                             | Amerikai Egyesült Államok      |
| 1981      | Arnado Cirkusz                                                                                                | Norvégia                       |
| 1981      | Westfalen Halle Gála műsor                                                                                    | Anglia                         |
| 1982      | Blackpool Cirkusz                                                                                             | Anglia                         |
| 1983      | Circo Ruso | Spanyolország                  |
| 1983      | Scott Cirkusz                                                                                                 | Svédország                     |
| 1983      | Casartelli Cirkusz                                                                                            | Olaszország                    |
| 1983      | Göteborg (Téli fellépés)                                                                                      | Svédország                     |
| 1984      | Finnlandia Cirkusz                                                                                            | Finnország                     |
| 1984      | Külföldi vendégszereplés                                                                                      | Kuvait                         |
| 1985      | Medrano Cirkusz                                                                                               | Norvégia                       |
| 1986      | Külföldi vendégszereplés (Hongkong, Szingapúr, Tajvan, Dél-Korea)                                             | Délkelet-Ázsia                 |
| 1986      | Külföldi vendégszereplés                                                                                      | Japán                          |
| 1987–1989 | Renz Cirkusz                                                                                                  | Nyugat-Németország             |
| 1987–1989 | Krone Cirkusz (Téli fellépés)                                                                                 | Nyugat-Németország             |
| 1990      | Arena Cirkusz                                                                                                 | Dánia                          |
| 1990      | Liana Orfei Cirkusz (Téli fellépés)                                                                           | Olaszország                    |
| 1991–1993 | Chipperfield Cirkusz                                                                                          | Anglia                         |
| 1991–1993 | Szereplés különböző filmekben, elefántprodukciókkal.                                                          |                                |
| 1991–1993 | Előkészület a Magyar Nemzeti Cirkusz megnyitására.                                                            |                                |
| 1994–1995 | Premier előadás 1995-ben a budapesti Hősök terén.                                                             | Magyarország                   |
| 1995–től  | Országos turnék                                                                                               | Magyarország                   |
| 1998      | Nemzetközi előadások                                                                                          | Románia,Erdély és Horvátország |
| 2001      | Külföldi vendégszereplés                                                                                      | Málta                          |
| 2003      | Fővárosi Nagycirkusz                                                                                          | Magyarország, Budapest         |
| 2004      | 28. Monte-carlói Nemzetközi Cirkuszfesztivál Ezüst Bohóc-díj (Richter Flórián és Richter Edith)               | Monaco, Monte-Carlo            |
| 2006      | Weltweihnachts Cirkusz (Téli fellépés)                                                                        | Németország, Stuttgart         |
| 2007      | Krone Cirkusz (Téli fellépés)                                                                                 | Németország, München           |
| 2007      | Royal Theatre Carré (Téli fellépés)                                                                           | Hollandia, Amszterdam          |
| 2008      | 32. Monte-carlói Nemzetközi Cirkuszfesztivál Arany Bohóc-díj (Richter Flórián és lovas akrobata csoportja)    | Monaco, Monte-Carlo            |
| 2008      | Royal Theatre Carré (Téli fellépés)                                                                           | Hollandia, Amszterdam          |
| 2009      | Weltweihnachts Cirkusz (Téli fellépés)                                                                        | Németország, Stuttgart         |
| 2010      | Royal Theatre Carré (Téli fellépés)                                                                           | Hollandia, Amszterdam          |
| 2010      | Kerstcircus Ahoy (Téli fellépés)                                                                              | Hollandia, Rotterdam           |
| 2011      | Roncalli Cirkusz                                                                                              | Németország                    |
| 2011      | Kerstcircus Ahoy (Téli fellépés)                                                                              | Hollandia, Rotterdam           |
| 2012      | Royal Theatre Carré (Téli fellépés)                                                                           | Hollandia, Amszterdam          |
| 2013      | Fővárosi Nagycirkusz – Magyar Cirkuszcsillagok                                                                | Magyarország, Budapest         |
| 2013      | Fővárosi Nagycirkusz – Az univerzum fényei                                                                    | Magyarország, Budapest         |
| 2014      | 10. Budapesti Nemzetközi Cirkuszfesztivál Arany Pierrot-díj (ifj. Richter József és lovas akrobata csoportja) | Magyarország, Budapest         |
| 2014      | Fővárosi Nagycirkusz – Circus Classicus                                                                       | Magyarország, Budapest         |
| 2014      | La Grande Fête Lilloise du Cirque (Téli fellépés)                                                             | Franciaország                  |
| 2015      | Fővárosi Nagycirkusz – Magyar Cirkuszcsillagok                                                                | Magyarország, Budapest         |
| 2016      | 40. Monte-carlói Nemzetközi Cirkuszfesztivál (vendégszereplés)                                                | Monaco, Monte-Carlo            |
| 2018      | 12. Budapesti Nemzetközi Cirkuszfesztivál (Richter Flórián és Kevin vendégszereplése)                         | Magyarország, Budapest         |
| 2018      | 42. Monte-carlói Nemzetközi Cirkuszfesztivál Arany Bohóc-díj (ifj. Richter József és Richter Merrylu)         | Monaco, Monte-Carlo            |

## Magyar Nemzeti Cirkusz
Richter József pályafutása végén megalapította a család saját utazó sátorcirkuszát, a Magyar Nemzeti Cirkuszt.